# Eugenia Wheeler Goff
Eugenia Wheeler Goff   (Comtat de Monroe, 17 de gener de 1844 - Minneapolis, 13 de maig de 1922) fou una historiadora, cartògrafa, educadora i autora estatunidenca. També fou la cofundadora de la National Historical Publishing Company, coneguda per la publicació de mapes històrics.

## Biografia
Eugenia va néixer el 17 de gener de 1844 a North Clarkson, comtat de Monroe, Nova York, de Joseph Lacy Wheeler i Sarah Ann Peck. El 1859, els seus pares van decidir mudar-se a Winona. Deu anys després, es va graduar a l'Escola Normal de l'estat.
La seva escola va donar feina a Eugenia després de graduar-se i hi va treballar vuit anys. Quan va marxar, tenia el rang de primera ajudant i llavors va ocupar càrrecs docents en una escola de formació de professors i en diversos instituts estatals. També va ser inspectora estatal d'escoles de formació per a professors a Minnesota. Un relat va citar que va treballar durant dos anys sota la Superintendència Estatal d'Escoles, ensenyant patriotisme i bona ciutadania a professors i estudiants. El 1894, va presentar-se al consell escolar de Minneapolis. Tot i que va perdre, Eugenia va ser avalada pels partits prohibicionistes, populistes i demòcrates.
Eugenia es va casar amb Henry Slade Goff el 1882. La parella va fundar la National Historical Publishing Company, que va publicar els seus mapes històrics. Eugenia va morir el 12 de maig de 1922.

## Obres
El 1876, Eugenia va escriure Minnesota, Its Geography, History, and Resources. El llibre es va adoptar posteriorment a totes les escoles comunes i graduades del seu estat, considerant-se un text innovador per combinar història, recursos i geografia, una idea que després van utilitzar altres editors de llibres de text als Estats Units.

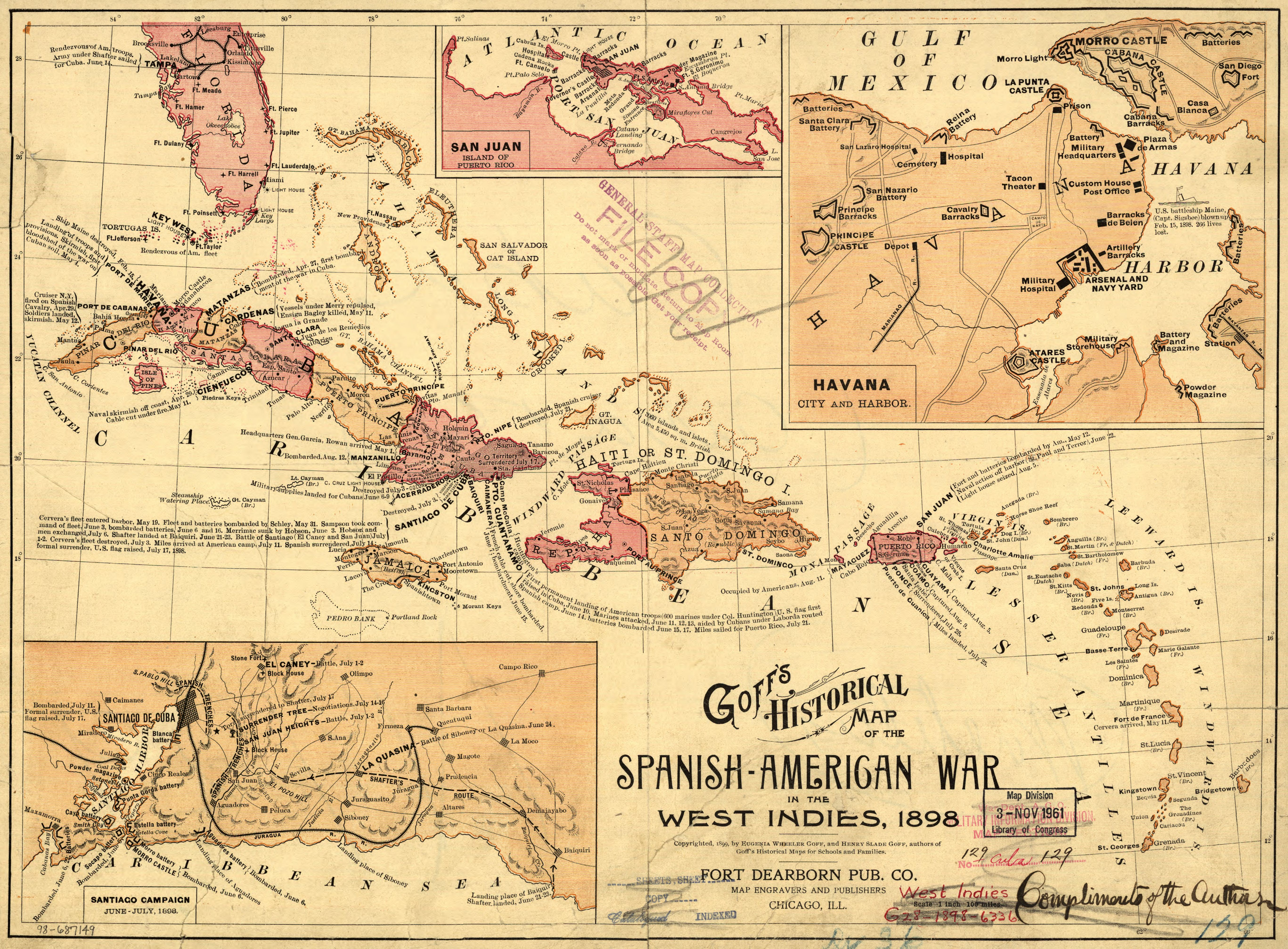
Mapa històric de Goff sobre la guerra hispanoamericana a les Antilles, 1898

Abans del seu matrimoni, ja va ser la creadora de mapes històrics de parets que incloïen esdeveniments històrics de països. Juntament amb el seu marit, Eugenia va completar el Mapa històric de Goff sobre la guerra hispanoamericana a les Antilles, el 1898. Es va publicar el 1899 poc després de la signatura del tractat de París de 1898, que va concloure la guerra hispanoamericana. Aquest treball va registrar les batalles que van transcórrer durant la guerra a les Índies Occidentals i van incloure les maniobres militars i navals a Cuba i Puerto Rico.
La col·laboració d'Eugenia amb el seu marit va produir més de 100 mapes, gràfics i llibres històrics, que incloïen l'atles històric anomenat Els Estats Units i els seus veïns i el Mapa històric de les Illes Filipines de Goff.